# پیست اتومبیل‌رانی بین‌المللی میامی
پیست اتومبیل‌رانی بین‌المللی میامی (انگلیسی: Miami International Autodrome) یک پیست فرمول یک است که محل آن در اطراف ورزشگاه هارد راک در میامی گاردنز، فلوریدا است. این پیست ۳٫۳۶ مایل (۵٫۴۱ کیلومتر) طول و دارای ۱۹ پیچ با سرعت متوسط ۱۳۸ مایل بر ساعت (۲۲۲ کیلومتر بر ساعت) است. این پیست مخصوصاً برای جایزه بزرگ میامی طراحی شده‌است که قرار است در تقویم مسابقات فرمول یک فصل ۲۰۲۲ یک مسابقه در آن برگزار شود.

## تاریخچه
این پیست از اوایل اکتبر ۲۰۱۹ با طراحی اولیه در محل پیشنهاد شده احداث شد. مالک استادیوم، استفان راس، چندین سال قبل از انتشار طرح اولیه در تلاش بود فرمول یک را به استفاده از این پیست جذب کند. برگزارکنندگان مسابقات جایزه بزرگ هاردراک استادیوم از قبل از سال ۲۰۲۱ توافق اصلی برای میزبانی یک مسابقه را داشتند اما این امر به تعویق افتاد.